# 澳門機場列表
澳門機場列表記錄澳門特別行政區境內的機場。過去曾經有水上飛機來往澳門與香港等附近地區。

## 機場

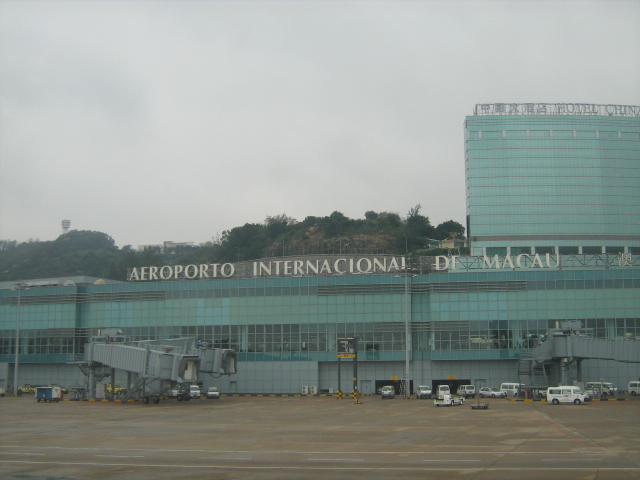
從菲律賓航空客機內遙望澳門國際機場客運大樓

澳門境內只有一個機場。澳門政府在1989年正式開始人工島機場工程，將一粒米與氹仔連為半島以承載澳門國際機場的範圍。1995年開幕至今，現時機場設有一座四層式客運大樓及一條跑道供客機升降。澳門國際機場2019年全年的客運量達961萬人次，與中國內地各大城市、台灣、東南亞及東北亞等城市都有航班往來。2015年，澳門國際機場擴建其客運大樓北面，以接待更多旅客及提供更大的候機空間和商業區。2020年，為提高機場的旅客承載能力，客運大樓南面擴建工程正式動工。
| 堂區             | ICAO | IATA | 機場名稱     |
| ---------------- | ---- | ---- | ------------ |
| 氹仔（嘉模堂區） | VMMC | MFM  | 澳門國際機場 |

## 直升機場和停機坪
澳門共有一個直升機場。外港客運碼頭天台位置設有由空中快線直升機有限公司營運的雙停機坪的直升機場，提供來往香港及深圳的服務，以及私人包機服務。
| 堂區           | ICAO | IATA | 機場名稱             |
| -------------- | ---- | ---- | -------------------- |
| 澳門半島大堂區 |      | XZM  | 外港客運碼頭直昇機坪 |